# Mrke
Mrke (cyr. Мрке) – wieś w Czarnogórze, w gminie Podgorica. W 2011 roku liczyła 207 mieszkańców.